# Sankt Nikolaus kyrka, Varaždin
Sankt Nikolaus stiftskyrka (kroatiska: Župna crkva svetog Nikole) är en romersk-katolsk kyrka i Varaždin i Kroatien. Den uppfördes 1753-1771 i barockstil enligt ritningar av den lokale arkitekten Simon Ignatz Wagner och är uppkallad efter den tidigare ärkebiskopen av Myra och tillika Varaždins skyddshelgon sankt Nikolaus. Kyrkan ligger vid Frihetstorget (Trg Slobode) i centrala Varaždin.  

## Historik och arkitektur
Nuvarande kyrka uppfördes i mitten av 1700-talet på platsen för en tidigare kyrka som var uppförd i romansk stil och vars historia inte är helt klarlagd men kan ha uppförts så tidigt som 1172. Den ursprungliga kyrkan tillbyggdes under 1400-talet i gotisk stil och i dokument från 1501 framgår det att den redan då var tillägnad helgonet Nikolaus. Äldre krönikor vittnar om att kyrkan var en samlingspunkt för dagens dåtida invånare och att de som funnits skyldiga till brott tvingades söka botgöring och bedyra sin oskuld framför kyrkan eller dess huvudaltare.  
Den äldre kyrkan skulle med tiden anses vara sliten och förbrukad. Stadens myndigheter lät då riva den gamla kyrkan och 1753 inleddes arbetena med uppförandet av en ny kyrka. Arbetena leddes av den ptujske och lokalt verksamme byggherren Matthias Mayerhoffer (Matija Mayerhoffer). Efter hans död 1758 slutfördes arbetena av österrikaren Joannes Adamus Posch (Ivan Adam Poch). Stiftskyrkan som inkluderade det gotiska klocktornet från 1400-talet skulle komma att stå helt klar 1771.
Sankt Nikolaus kyrka har vid huvudfasaden en portal med en nisch. I nischen finns en staty föreställande sankt Nikolaus. Av speciellt värde anses träaltaret med en målning av skyddshelgonet. Altaret är ett verk av den lokale mästaren Thomas Heuter och skulptörerna Ignaz Hohenburger och Friedrich Peter. På det gotiska klocktornet finns en relief av stadens vapensköld.
Kyrkan skadades svårt i branden 1776. Dess restaurering skulle komma att dröja då stadens myndigheter prioriterade återställandet av de bostadshus som hade förstörts eller skadats i branden. 1788 renoverades kyrkan med pengar som donerats av Zagrebs biskop Josip Galjuf.